# Миллионы Брюстера (фильм, 1914)
«Миллионы Брюстера» (англ. Brewster's Millions) — американский комедийный фильм Оскара Апфеля и Сесила Б. ДеМилль.

## Сюжет
Питер Брюстер лишает Роберта наследства и выгоняет молодую пару из дома. Сын Монти взрослеет, а Питер уходит из жизни, завещая ему миллион долларов, что ошеломляет его. Монти решает начать новую жизнь...

## В ролях
| Актёр               | Роль           |
| ------------------- | -------------- |
| Эдвард Эбельс       | Роберт Брюстер |
| Джозеф Синглтон     | Питер Брюстер  |
| Сидни Дин           |                |
| Мисс Бартоломью     | Луи Седгуик    |
| Мэйбл Ван Бурен     | миссис Грей    |
| Дик Ла Рено         |                |
| Бейби Ла Рено       |                |
| 'Бэби» Кармен Де Ру |                |
| Винифред Кингстон   |                |
| Фред Монтаг         |                |